# USA PATRIOT Act
Lo USA PATRIOT Act (acronimo di Uniting and Strengthening America by Providing Appropriate Tools Required to Intercept and Obstruct Terrorism Act of 2001, traducibile in italiano come "Legge per unire e rafforzare l'America fornendo strumenti adeguati necessari per intercettare e ostacolare il terrorismo"), è una legge federale statunitense controfirmata dal presidente statunitense George W. Bush il 26 ottobre 2001, varata in reazione agli attentati dell'11 settembre 2001. Si ritiene che l'acronimo sia stata opera di Chris Cylke, ex-membro dello staff dell'House Judiciary Committee.

## Contenuto
La norma rinforza il potere dei corpi di polizia e di spionaggio statunitensi, quali CIA, FBI e NSA, con lo scopo di ridurre il rischio di attacchi terroristici negli Stati Uniti, intaccando di conseguenza la privacy dei cittadini.
Quattordici disposizioni su sedici previste da questa legge sono state rese permanenti.
Tra le altre disposizioni promosse dalla votazione, cui una serie di emendamenti, vi sono la possibilità di effettuare intercettazioni telefoniche ed elettroniche, l'accesso a informazioni personali e il prelevamento delle impronte digitali nelle biblioteche ad insaputa dei cittadini con obbligo di discrezione delle aziende telefoniche ed informatiche , norme che sono scadute il 1º giugno 2015. Il giorno successivo è stata definitivamente approvata la loro validità fino al 2019. 
Nella legge sono inoltre confluiti due disegni di legge precedentemente presentati (lo USA Act ed il Financial Anti-Terrorism Act).

## Iter legislativo
L'iter di approvazione della legge fu molto veloce. Di seguito i vari passaggi parlamentari:
- 23 ottobre 2001 - James Sensenbrenner presenta il disegno di legge.
- 24 ottobre 2001 - La Camera dei Rappresentanti approva il disegno di legge con 357 sì e 66 no.
- 25 ottobre 2001 - Il Senato degli Stati Uniti approva il disegno di legge con 98 sì e 1 no.
- 26 ottobre 2001 - Il Presidente degli Stati Uniti George W. Bush firma la legge.

## Modifiche e proroghe
- Il 15 giugno 2005 viene firmato un emendamento per impedire che la privacy dei lettori nelle biblioteche venga violata.
- Il 21 luglio 2005 viene firmata la proroga della legge.
- Passa al Senato la proroga, che viene approvata il 29 luglio 2005. La proroga del PATRIOT Act votata il 21 luglio 2005 è stata approvata con 257 voti contro 171.
- Su proposta del presidente Barack Obama, Camera e Senato il 26 maggio 2011 hanno approvato a larga maggioranza una nuova proroga di 4 anni.

## Critiche
Alcuni stati ed Enti hanno protestato contro questa legge, emblematico il caso della città più colpita dagli attacchi dell'11 settembre che con una sentenza della Corte Distrettuale di New York (giudice Victor Marrero, ottobre 2007) ha dichiarato incostituzionali le National Security Letter previste dal PATRIOT Act.
Le organizzazioni della difesa diritti dell'uomo ritengono che questa legge contenga delle limitazioni eccessive delle libertà individuali, in particolare in merito a:
- la diminuzione dei diritti dei cittadini
- la violazione della privacy
- la diminuzione della libertà d'espressione

La legge ha permesso all'FBI, alla CIA e altre autorità di pubblica sicurezza di chiedere le intercettazioni discrezionali e il traffico Internet ai provider obbligati al riserbo, senza un mandato della magistratura e senza alcuna notifica ai diretti interessati del materiale acquisito John Battelle. Google e gli altri. Come hanno trasformato la nostra cultura e riscritto le regole del business, pag. 233 Milano, Raffaello Cortina Editore, 2006. ISBN 88-6030-039-8.

## Conseguenze economiche
Il PATRIOT Act ha provocato una fuga di capitali verso altre banche, soprattutto verso l'Europa, con la conseguente perdita del dollaro come moneta internazionale in favore dell'euro.